# Drunen

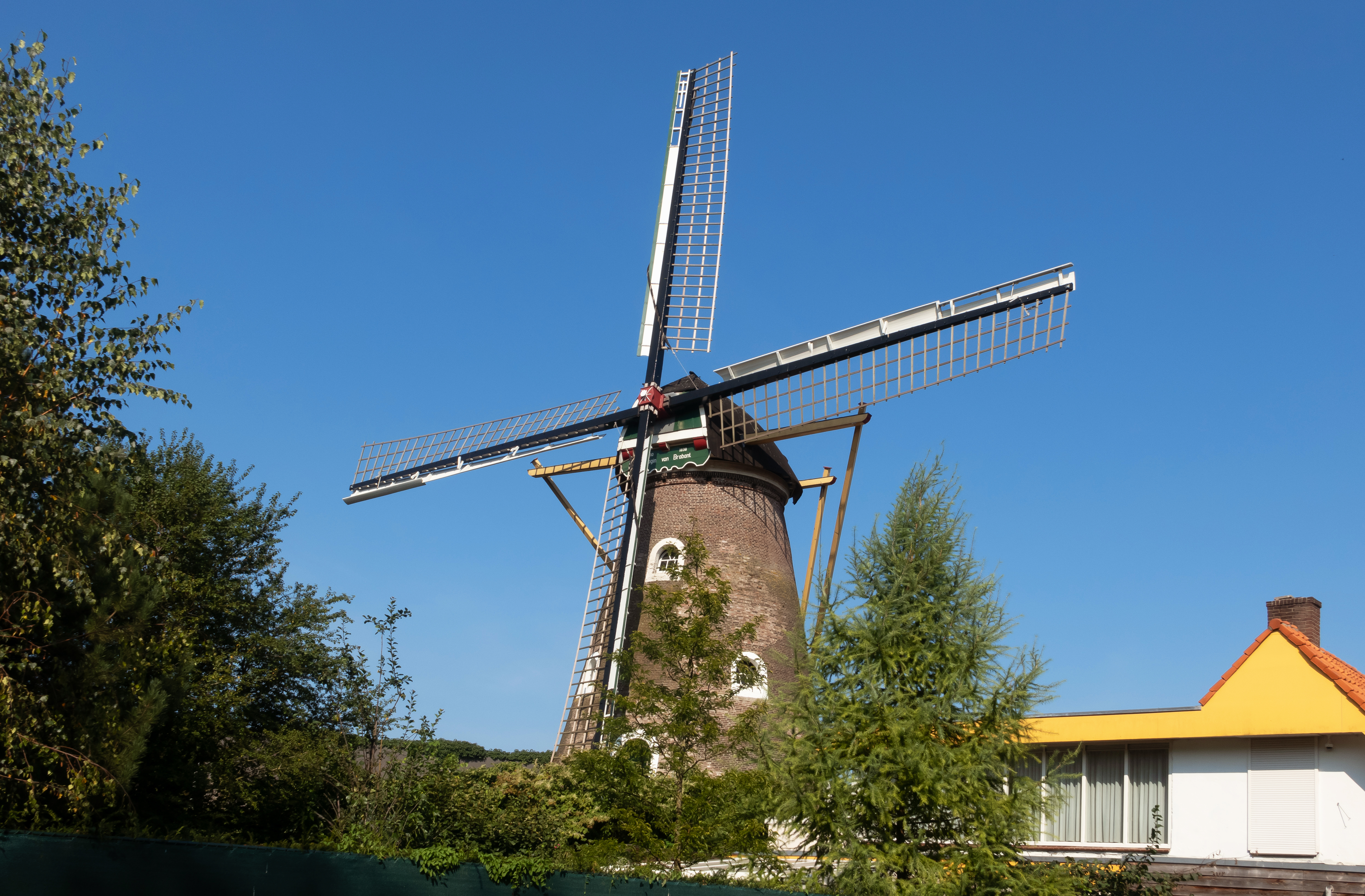
Drunen, le moulin à grain La duchesse de Brabant

Drunen est un village situé dans la commune néerlandaise de Heusden, dans la province du Brabant-Septentrional. Le 1er janvier 2009, le village comptait 17 952 habitants.

## Histoire
Avant 1231, la famille Altena possédait Drunen comme fief du comte de Hollande. Le 9 septembre 1231, il fut transféré au duc de Brabant, qui l'intégra administrativement au district d'Oisterwijk. En 1376, la seigneurie fut donnée en gage à Paul van Haastrecht (nl). Les gentilshommes séjournèrent au château d'Oultremont (Nieuwkuijk) (nl). À la fin du XIVe siècle, Drunen fut dotée d'une cour d'échevins comprenant des magistrats de haut, moyen et bas rang.
Drunen a constitué une commune indépendante jusqu'en 1997. En 1935, la commune d'Oudheusden lui est rattachées. Le 1er janvier 1997, la commune de Drunen est rattachée à la commune de Heusden.

### Chronologie
- 1233 : Donation du droit de patronage de l'église de Drunen par le duc Henri Ier de Brabant à l'abbaye de Tongerlo.
- 1376 : Formation de la Seigneurie de Drunen par gage envers Paul van Haastrecht.
- 1450 : Construction d'une église paroissiale gothique en pierre, dédiée à Saint Lambert.
- 1504 : Drunen est attaqué par les troupes de Gueldre pendant les guerres de Gueldre.
- 1589 : Pendant la guerre de Quatre-Vingts Ans, Karel van Mansveld (troupes d'État), pour la construction d'une forteresse à Drunen, abattit tous les arbres et démolit toutes les maisons et granges.
- 1591 : À la suite de la guerre de Quatre-Vingts Ans, la ville de Drunen est complètement inondée et déserte.
- 1648 : L'église paroissiale rejoint les protestants. L'Église réformée de Drunen, comptant entre 20 et 50 membres, est fondée.
- 1798 : Fin de la propriété privée de la seigneurie de Drunen.
- 1813 : Drunen devient une commune du Royaume des Pays-Bas.
- 1818 : Les catholiques récupèrent leur église.
- 1851 : Les Frères de Maastricht arrivent à Drunen. Ils assuraient l'éducation des garçons et dirigeaient une maison de retraite.
- 1874 : L'église néo-gothique est achevée et l'ancienne église est démolie
- 1887 : Les Sœurs de JMJ construisent un couvent, assurent l'éducation maternelle et des jeunes filles et s'occupent des femmes âgées.
- 1935 : Le village d'Elshout, qui faisait jusqu'alors partie de la commune d'Oudheusden, est annexé à Drunen.
- 1939 : La société Lips s'établit à Drunen
- 1944 : Libération de Drunen, au cours de laquelle l'église et les bâtiments environnants sont détruits, ainsi que le couvent des sœurs.
- 1952 : Les frères partent. Leur bâtiment et leur tâche sont repris par les Sœurs de JMJ.
- 1954 : La nouvelle église Saint-Lambert est inaugurée
- 1964 : La paroisse Saint-Joseph est fondée à Drunen Nord. L'église reste pour l'instant un bâtiment d'urgence.
- 1974 : L'Autotron est inauguré à Drunen.
- 1980 : Les protestants quittent leur salle de prière de la Grotestraat pour une nouvelle église plus grande dans la Vennestraat, appelée OpenHof. Le nombre de membres est passé à 840 en 2009.
- 1982 : La paroisse Saint-Joseph fusionne avec la paroisse Saint-Lambert.
- 1987 : L'Autotron est transféré à Rosmalen
- 1989 : Ouverture du parc Land van Ooit (Pays d'Autrefois) sur le domaine du Château d'Oultremont de Nieuwkuijk.
- 1990 : L'église Saint-Joseph est démolie.
- 1997 : Dissolution de la commune de Drunen.
- 2002 : Lips est repris par Wärtsilä
- 2006 : La paroisse de Drunen fusionne avec la paroisse d'Elshout pour former la paroisse de Drunen-Elshout.
- 2007 : Fermeture définitive du parc Land van Ooit
- 2010 : La production Lips déménage en Chine